# Philippe Boegner
Philippe Boegner (* 7. Januar 1910 in Aouste-sur-Sye, Département Drôme; † 14. Oktober 1991 in Boulogne-Billancourt, Hauts-de-Seine) war ein französischer Journalist und Mitglied des Widerstands im Zweiten Weltkrieg. Er war Chefredakteur von Marie Claire, Paris-Soir und Paris Match.

## Leben
Philippe Boegner war der Sohn des protestantischen Geistlichen Marc Boegner, der sich im Zweiten Weltkrieg an führender Stelle für jüdische Flüchtlinge im besetzten Frankreich einsetzte. Nach einem Studium an der Privathochschule École libre des sciences politiques übersetzte er Kleiner Mann – was nun? von Hans Fallada ins Französische; der Roman erschien 1933 in Paris unter dem Titel Et puis après? 1934 berief ihn Lucien Vogel, seit 1928 Direktor von  Vu, zum Chefredakteur dieser Zeitschrift, für die er bis März 1937 arbeitete, als er Chefredakteur der Frauenzeitschrift Marie Claire wurde, die soeben vom Industriellen Jean Prouvost gegründet worden war.
Im Zweiten Weltkrieg blieb er auf der Seite seines Arbeitgebers und unterstützte ihn auch nach Kriegsende, als Prouvost 1947 der Kollaboration angeklagt wurde. Zum Jahresende 1943 beteiligte er sich an einem Überraschungscoup: die Organisation Mouvements unis de la Résistance veröffentlichte eine gefälschte Nummer der kollaborierenden Zeitung Le Nouvelliste de Lyon, die in Lyon und Umgebung in 30.000 Exemplaren herausgegeben wurde.
Im März 1949 gehörte Boegner zu den Begründern von Paris Match. Den ersten Scoop in dieser Wochenzeitschrift landete Boegner, als er für 600.000 Francs eine Serie von Fotos aufkaufte, auf denen Maurice Herzog bei der Erstbesteigung der Annapurna zu sehen war. Während des Indochinakrieges plädierte Paris Match für eine Fortsetzung des Krieges und vertrat einen aggressiven Antikommunismus. Im März 1953 zog sich Boegner aus der Direktion von Paris Match zurück und war weiterhin im Journalismus tätig. Im Mai 1956 gründete er mit Unterstützung des Politikers Antoine Pinay die Tageszeitung Le Temps de Paris, die im Juli desselben Jahres nach 66 Ausgaben eingestellt wurde. In den 1960er Jahren leitete er die gaullistische Zeitung Le Nouveau Candide, die bis 1967 existierte.
1982 schilderte er in seinem Buch Ici, on a aimé les Juifs („Hier hat man die Juden geliebt“), wie auf Initiative des Pfarrers André Trocmé die Bewohner des protestantischen Dorfes Le Chambon-sur-Lignon Hunderten von jüdischen Flüchtlingen in den Jahren 1942–1944 Solidarität und Zuflucht gewährten. 1992 gab er Carnets du pasteur Boegner. 1940–1945 heraus, mit Tagebuchtexten und Essays seines Vaters Marc Boegner aus den Jahren 1940 bis 1945.
Philippe Boegner, ein starker Raucher, erkrankte an Kehlkopfkrebs, worauf ihm ein Stimmband entfernt werden musste. Er starb 1991 im Pariser Vorort Boulogne-Billancourt. Seine Tochter Michèle Boegner (1941–2021) war eine klassische Pianistin.

## Bücher
- Presse, argent et liberté. Fayard, 1969.
- Oui, patron 1976, Jean Prouvost gewidmet.
- Les Punis 1978.
- L'Enchaînement 1980, Prix Chateaubriand.
- Un Dîner en ville 1984.
- Marc Boegner, 1940–1945. Carnets, présentés et annotés par Philippe Boegner.  Fayard, Paris 1992, ISBN 2-213-02866-4 (alternativer Titel Carnets du pasteur Philippe Boegner 1940-1945 présentés et annotés par Philippe Boegner).
- Ici on a aimé les Juifs. Auszeichnung durch LICRA. J.-C. Lattès, 1982, DNB 101404121X.